# صفيحة (محافظة العيص)
صفيحة، قرية من قرى محافظة العيص، والتابعة لمنطقة المدينة المنورة في السعودية.